# 8804 Eliason
8804 Eliason (1981 JB2) là một tiểu hành tinh vành đai chính được phát hiện ngày 5 tháng 5 năm 1981 bởi C. S. và E. M. Shoemaker ở Palomar.